# 蛋白质测序

使用较早期的蛋白测序仪贝克曼-斯宾科测序仪进行测序的一名技术人员，摄于1970年

蛋白质测序是指通过实验方法对蛋白质的氨基酸序列以及其高级结构进行测定。虽然根据中心法则蛋白质的序列可以通过核酸序列进行推定，但对蛋白质进行测序可以对转录后修饰（PTM）进行更好的追踪。一般来说，如果是对较常见物种的蛋白质进行测序，只要确定出蛋白质的部分序列，就能通过与蛋白质序列数据库进行比对，就能倒推出相关序列来自哪一种蛋白。
最早的蛋白测序法是由弗雷德里克·桑格（Frederic Sanger）发明的。他于1953年对牛胰岛素进行了测序，是人类历史上第一次蛋白测序。后来，桑格使用的这套办法以他名字得到命名，称为桑格法。目前，最常用的蛋白质测序方法是蛋白质谱法测序。这种方法中，蛋白质先被分解为较短的肽段，再通过质谱仪获得其电荷与分子质量之比，进而推断出氨基酸序列。不过，基于化学反应的埃德曼降解法也仍占一席之地，尤其是对蛋白质的N端（靠近自由氨基基团的一端）进行测序。

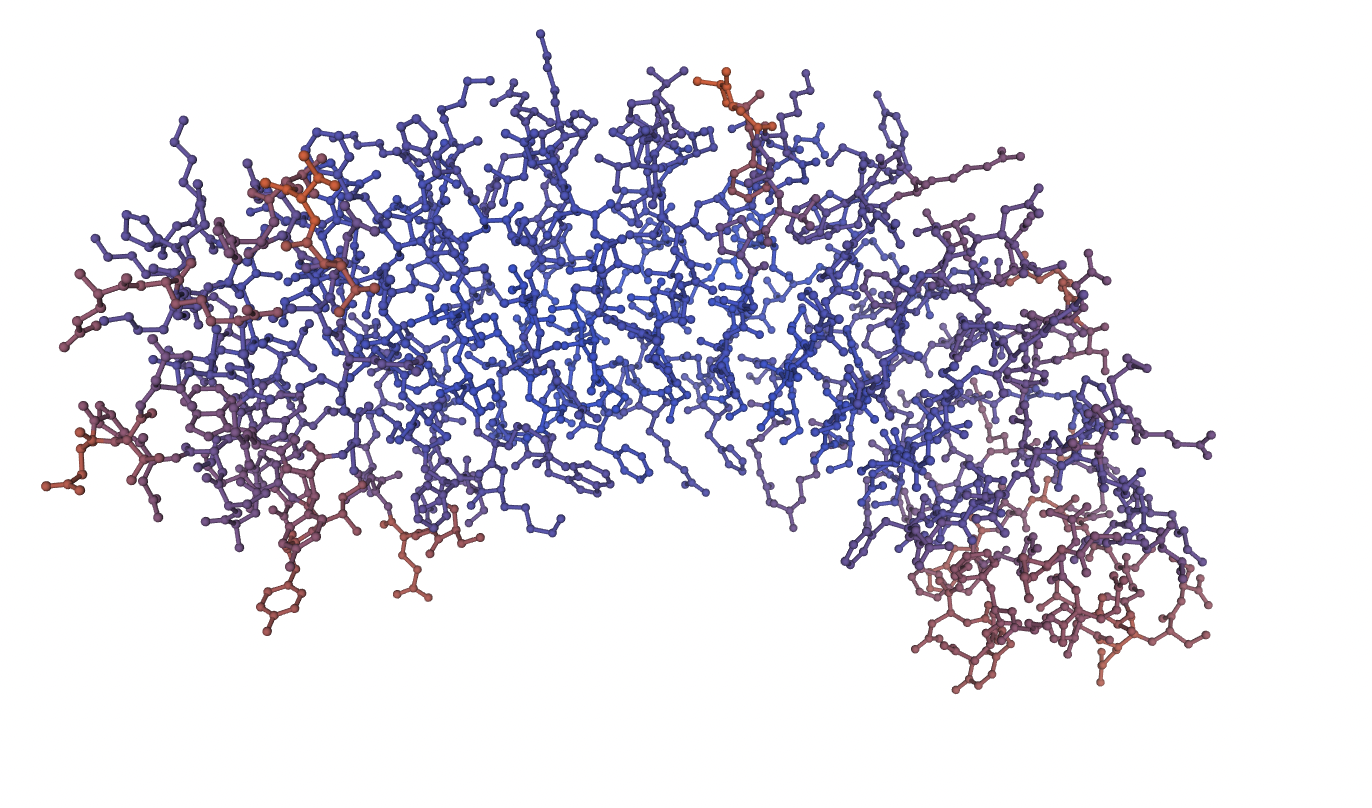
蛋白質序列解釋：在酵母中改造的新蛋白質方案.